# Апостольский нунций в Сьерра-Леоне
Апостольский нунций в Республике Сьерра-Леоне — дипломатический представитель Святого Престола в Сьерра-Леоне. Данный дипломатический пост занимает церковно-дипломатический представитель Ватикана в ранге посла. Апостольская нунциатура в Сьерра-Леоне была учреждена на постоянной основе 25 августа 1979 года. в ранге апостольской делегатуры.
В настоящее время Апостольским нунцием в Сьерра-Леоне является архиепископ Вальтер Эрби, назначенный Папой Франциском 20 июля 2022 года.

## История
3 мая 1960 года, согласно бреве «Decet Nos» Папы римского Иоанна XXIII, апостольская делегатура Дакара получила название Апостольской делегатуры Западной Африки, обладающей юрисдикцией в отношении следующих африканских стран: Сьерра-Леоне, Гана, Сенегал, Республика Верхняя Вольта, Берег Слоновой Кости, Дагомея, Гвинея, Мавритания, Нигер, Судан, Того и Гамбия. 
28 марта 1965 года, согласно бреве «Supremi Pontificatus» Папы Павла VI, страны Гана и Сьерра-Леоне были выведены из юрисдикции апостольской делегатуры Центральной Африки и переданы апостольской делегатуре Центральной и Западной Африки.
Апостольская делегатура в Сьерра-Леоне была учреждена 25 августа 1979 года, Папой Иоанном Павла II, получив компетенцию апостольской делегатуры в Гамбии и Сьерра-Леоне. В 1996 году апостольская делегатура была возведена в ранг апостольской нунциатуры. Однако апостольский нунций не имеет официальной резиденции в Сьерра-Леоне, в его столице Фритауне и является апостольским нунцием по совместительству, эпизодически навещая страну. Резиденцией апостольского нунция в Сьерра-Леоне является Монровия — столица Либерии.

## Апостольские нунции в Сьерра-Леоне

### Апостольские делегаты
- Йоханнес Диба, титулярный архиепископ Неаполи ди Проконсоларе — (25 августа 1979 — 1 июня 1983 — назначен архиепископом-епископом Фульды);
- Ромео Панчироли, M.C.C.I., титулярный архиепископ Нобы — (6 ноября 1984 — 18 марта 1992 — назначен апостольским про-нунцием в Иране);
- Антонио Лучибелло, титулярный архиепископ Фурио — (8 сентября 1995 — 1996 — назначен апостольским нунцием).

### Апостольские нунции
- Антонио Лучибелло, титулярный архиепископ Фурио — (1996 — 27 июля 1999 — назначен апостольским нунцием в Парагвае);
- Альберто Боттари де Кастелло, титулярный архиепископ Форатианы — (18 декабря 1999 — 1 апреля 2005 — назначен апостольским нунцием в Японии);
- Георг Антонисами, титулярный архиепископ Сульци — (20 сентября 2005 — 21 ноября 2012 — назначен архиепископом Мадраса и Мелапора);
- Мирослав Адамчик, титулярный архиепископ Отриколи — (21 сентября 2013 — 12 августа 2017 — назначен апостольским нунцием в Панаме);
- Дагоберто Кампос Салас, титулярный архиепископ Форонтонианы — (17 ноября 2018 — 14 мая 2022 — назначен апостольским нунцием в Панаме);
- Вальтер Эрби, титулярный архиепископ Непи — (20 июля 2022 — по настоящее время).